# Comunità di San Giovanni (istituto religioso)

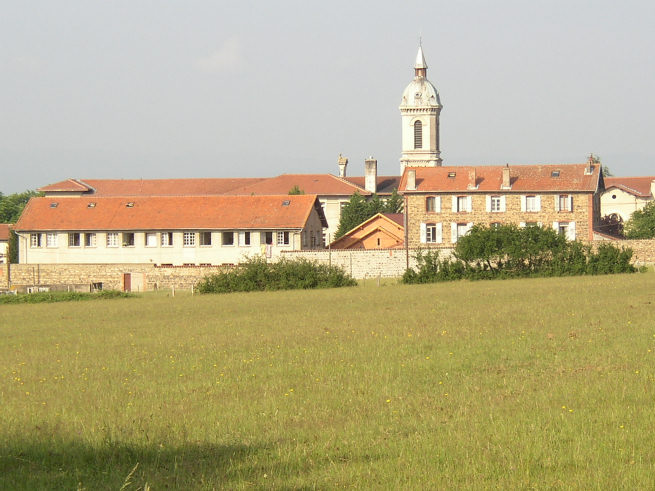
Noviziato e priorato di studi filosofici a Saint-Jodard (Loira)

La Comunità di San Giovanni è un istituto religioso fondato dal padre domenicano Marie-Dominique Philippe nel 1975.
I fratelli della comunità sono detti les petits gris (i piccoli grigi) dal loro abito grigio che si compone di una tunica grigia e di uno scapolare con cappuccio (simile all'abito nero dei benedettini) con, alla vita, un rosario. Le suore contemplative portano in più un velo bianco e quelle apostoliche uno grigio.

## Statuto ecclesiale
Dal 1986 la Comunità dei fratelli di San Giovanni è un istituto religioso di diritto diocesano dipendente dal vescovo di Autun (Francia).

## Storia

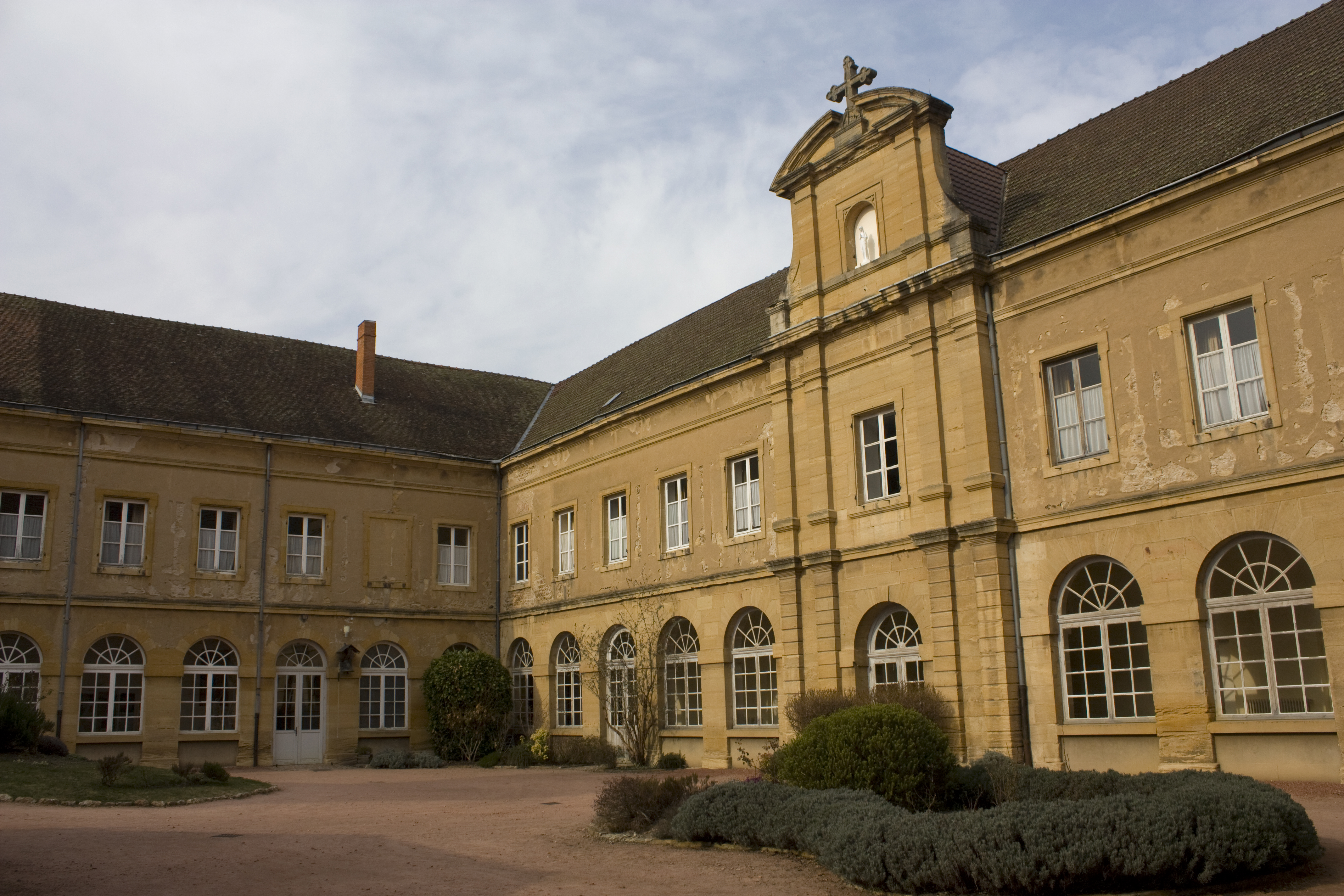
Priorato e noviziato delle Suore apostoliche (Semur-en-Brionnais).

Nel 1975 un gruppo di cinque studenti dell'Università di Friburgo chiese a padre Philippe di far loro da padre spirituale. Su consiglio di Marthe Robin, egli li incoraggiò nel loro desiderio di vita monastica. Nel 1978 questo gruppo si riunì sperimentalmente presso l'abbazia cistercense di Lérins e prese il nome di Comunità di San Giovanni. Nel 1982 a Rimont fu fondato il primo monastero della comunità. L'anno successivo fu aperto un noviziato Saint-Jodard (arcidiocesi di Lione). La comunità conobbe fino al 1996 una fase di espansione con numerose case in Francia ed all'estero.
Dal 1996 al 2004 essa incontrò un certo numero di difficoltà che segnarono la necessità di una ristrutturazione. È in questo periodo (2000) che il cardinale Lustiger tolse alla congregazione la carica di elemosiniere del Collège Stanislas di Parigi.
Nel 2001 padre Marie-Dominique Philippe lasciò il governo della comunità ad un priore generale eletto, Padre Jean-Pierre-Marie.  Padre Philippe smise l'insegnamento nel 2003, dietro sollecitazione della gerarchia ecclesiastica, per adeguarsi alla regola del diritto che definisce i limiti di età per questa attività (egli aveva allora 91 anni) e «… per permettere un rinnovamento del corpo insegnante allo studio di Rimont», precisò monsignor Pierre Calimé, portavoce del vescovo di Autun.
Nel 2004 monsignor Madec divenne assistente religioso della comunità.

Padre Marie-Dominique Philippe, fondatore della comunità, morì il 26 agosto 2006 a Saint Jodard (Loire) e Papa Benedetto XVI rese omaggio a: 
(Telegramma del cardinale Segretario di Stato Angelo Sodano per conto di papa Benedetto XVI)
Il 19 aprile 2010 padre Thomas Joachim è stato nominato priore generale della congregazione in sostituzione di padre Jean Pierre Marie, giunto al termine dei suoi due mandati di sei e di tre anni.

## Missioni ed attività
La comunità è composta da tre rami :
- i frati, la cui missione è varia presso i giovani, le popolazioni disagiate, etc.
- le suore apostoliche: la loro missione è quella di insegnare, di assistere particolarmente le madri di famiglia ed i bambini
- le suore contemplative: il loro scopo è quello di pregare per il mondo, essendo spesso a fianco dei frati e dedicando tutta la loro vita a Gesù tramite la Vergine Maria. Esse accolgono anche coloro che intendono trascorre qualche giorno presso di loro.

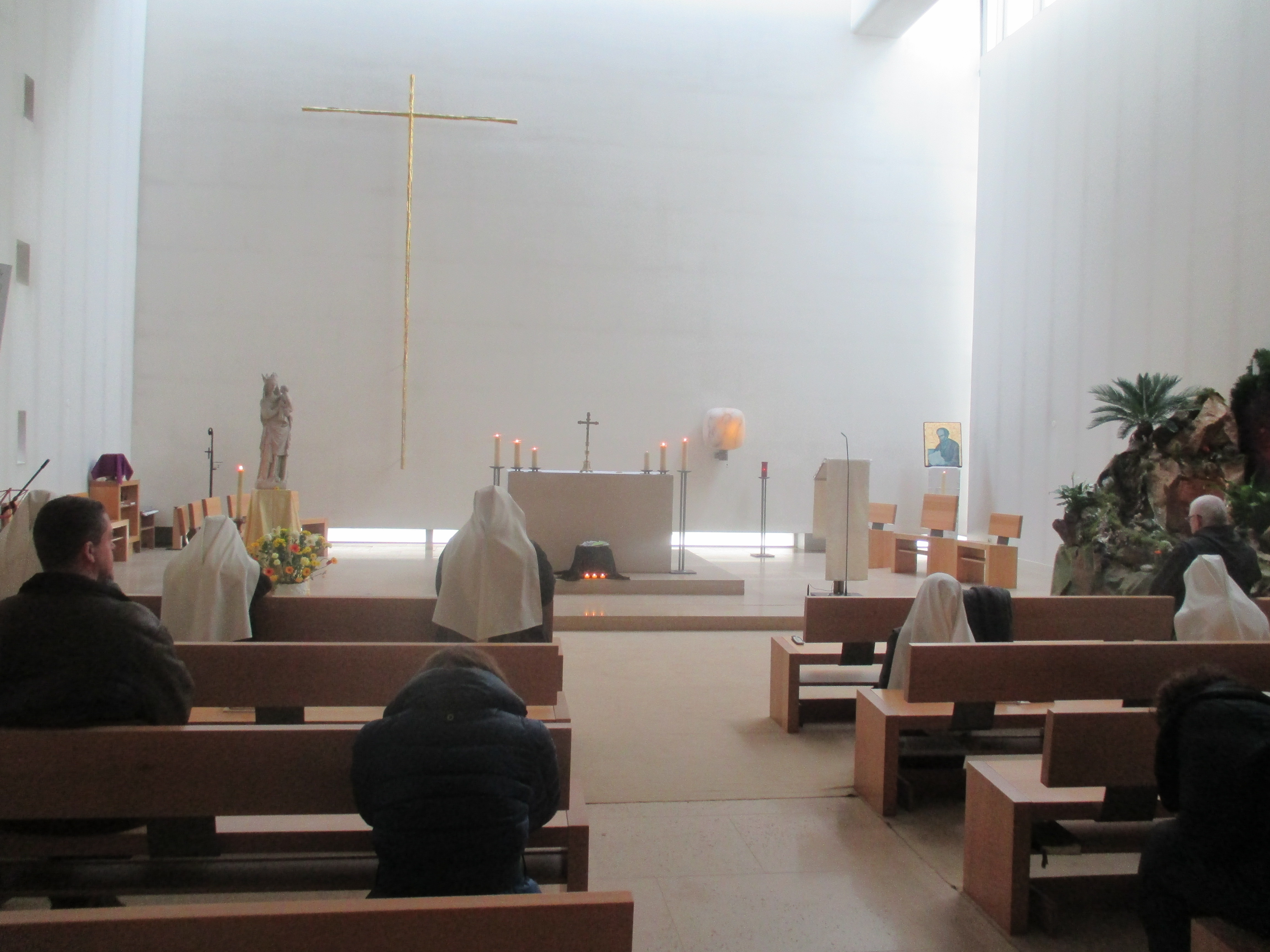
Suore contemplative di Troussures (Francia).

Comunità nuova, essa ha fondato molti priorati nel mondo intero, colà ove i vescovi hanno chiesto la loro presenza. Essa propone molte sessioni per i giovani (in particolare il festival che ha luogo in estate), per le famiglie ed ancora altri ritiri su temi vari.
La comunità cerca di vivere ogni giorno come il discepolo più amato da Gesù, Giovanni, con una grande devozione per la Vergine Maria, nel legame alle parole di Cristo in croce a san Giovanni: « Ecce mater tua » (Ecco tua madre).
Nel febbraio del 2006 la comunità ha effettuato un pellegrinaggio a Roma per festeggiare i propri 30 anni. Padre Marie-Dominique Philippe era presente con loro alle manifestazioni organizzate nei tre giorni (Messe, visite, etc.) ed i pellegrini furono ricevuti da papa Benedetto XVI in udienza.

## Situazione

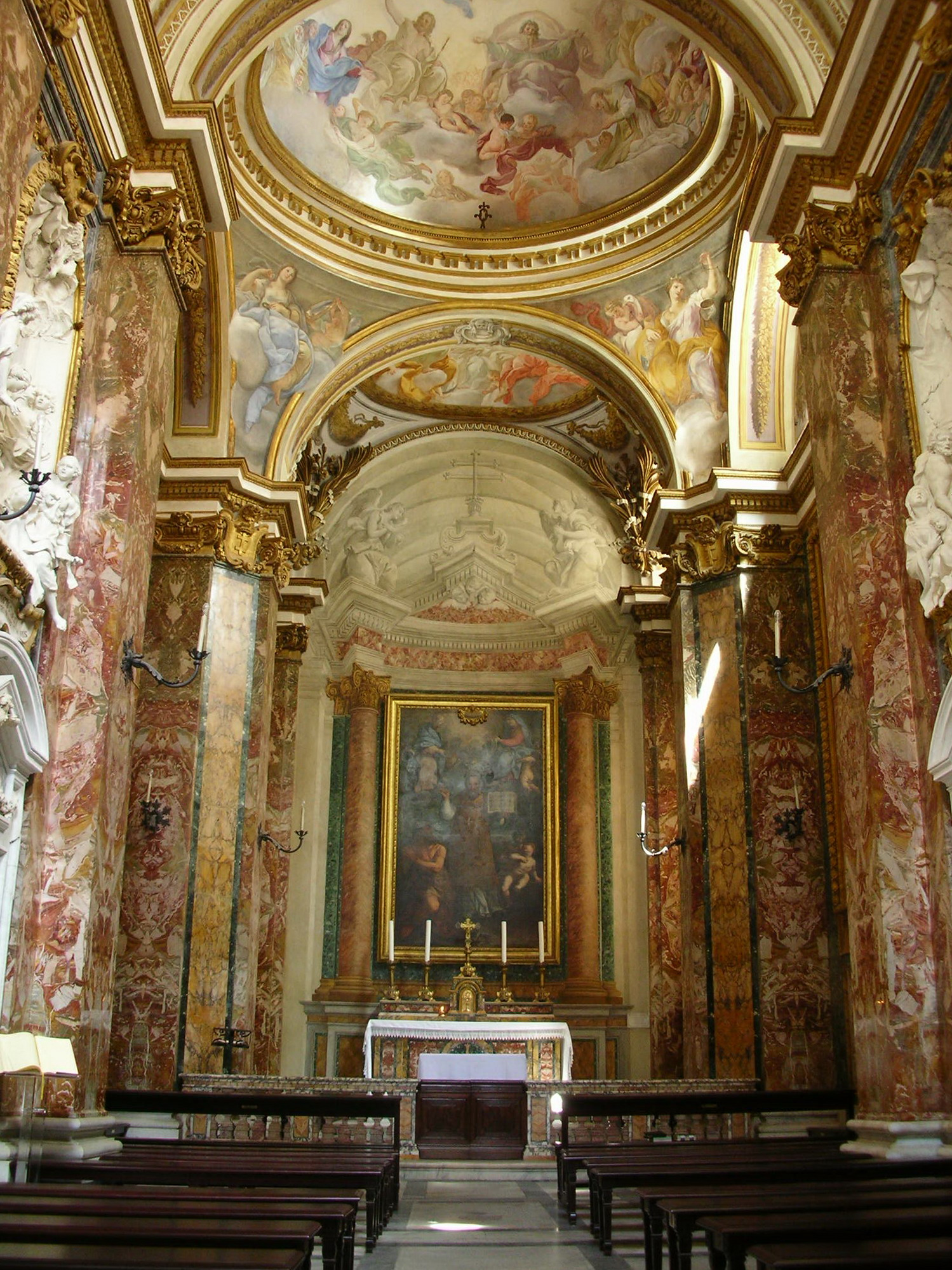
Chiesa di San Nicola dei Lorenesi a Roma.

La Comunità di San Giovanni conosce una fluttuazione negli effettivi: dopo il picco di 140 frati nel noviziato di Saint-Jodard nel 2001, nel 2009 sono una sessantina.
Nel 2005 vi erano 930 tra frati, suore contemplative e suore apostoliche e più di 3.000 oblati ripartiti in 21 paesi e 91 priorati, di cui 48 in Francia.  La loro età media era di 37 anni; non sono state pubblicate cifre ufficiali sul numero dei membri della comunità per il 2009.
Dopo un periodo di noviziato e di formazione (circa 7 anni), nel corso del quale i consacrati si sforzano di entrare nello spirito della famiglia di San Giovanni, frati e suore vivono in piccole comunità chiamate "priorati".
I membri delle comunità di San Giovanni pronunciano tre voti: quello di povertà, quello di castità e quello di obbedienza, radicati nelle tre alleanze di cui al Vangelo di San Giovanni:
- alleanza con Gesù nell'Eucaristia
- alleanza con Maria
- alleanza con Pietro, nella persona del Santo Padre

La Casa-madre dei fratelli di San Giovanni si trova nel priorato di Notre-Dame de Rimont 71390 Fley-Rimont.

## Critiche
Dal 1996 la comunità fu oggetto di critiche, soprattutto da parte dell'AVREF (Association Vie Religieuse et Familles, in lingua italiana: Associazione Vita religiosa e famiglie), dell'UNADFI  e del Centre contre les manipulations mentales (Centro contro le manipolazioni della mente).
Queste organizzazioni l'accusano di fare proselitismo presso giovani adulti, di spingerli a rompere tutti i legami con la famiglia, di esercitare su di loro pressioni psicologiche, così come l'assenza di cure mediche. Li si rimprovera anche del mancato rispetto di certe regole della Chiesa cattolica e di adottare metodi formativi per i nuovi adepti troppo vicini a quelli delle sette.
La comunità, per voce del suo Priore generale  e poi dei monsignori Madec e Poulain, incaricati di vegliare sulla fede delle comunità di frati e di suore di San Giovanni hanno risposto a queste critiche con un comunicato ove «…essi si rendono garanti di come vivono queste comunità e rigettano in proposito ogni qualificazione di sette o di deviazioni settarie». Essi ricordano che «…queste comunità sono al servizio di più di venti diocesi in Francia, in alcuni casi da oltre venti anni».
Suor Alix, fondatrice e priora generale delle Suore contemplative di San Giovanni dal 1982, viene congedata nel giugno 2009 per ordine del cardinale Philippe Barbarin in accordo con il Vaticano e sostituita da un'altra sorella. Questa decisione scioccò molte sorelle, ma anche fratelli della comunità che ritenevano suor Alix una superiora senza pari. La nuova priora generale, suor Johanna, incontrò grandi difficoltà a far accettare la nomina. Nel novembre 2009, il Vaticano nomina un primo Commissario pontificio dell'istituto, monsignor Bonfils, che si è dimesso, non sapendo come risolvere questo conflitto. Il 11 marzo 2011, la Congregazione per gli Istituti di Vita Consacrata gli sostituisce monsignor Henri Brincard, vescovo di Le Puy, che è nominato assistente religioso per Fratelli di San Giovanni e le Suore Apostoliche di San Giovanni e commissario pontificio per l'istituto Suore contemplative di San Giovanni.
Benedetto XVI rafforza l'autorità del vescovo Brincard con le suore contemplative di San Giovanni a fare nominare 25 febbraio 2012 con decreto del Segretario di Stato Tarcisio Bertone, come il suo delegato pontificio, cioè responsabile a governare l'istituto di suore contemplative in suo nome.
Dopo un primo tentativo nel 2010 in Messico, un centinaio di novizi e professi semplici ha fondato una nuova associazione pubblica di fedeli, chiamato "Suore di San Giovanni e San Domenico," il 29 giugno 2012 in Spagna, a Cordova. I professi perpetui che intendevano fare lo stesso, ma erano vincolati ai loro voti, non ha avuto il permesso di unirsi ad essi. Il cardinale Bertone ha sciolto l'associazione "dissidente" con rescritto del 10 gennaio 2013. I ricorsi presentati dalle sorelle contro le decisioni vescovo Brincard nel febbraio 2012, sono state respinte il giorno stesso per mancanza di fondamento giuridico.
Nel 2013 la Comunità di San Giovanni rende note violazioni della castità da parte del suo fondatore attraverso il superiore generale Fratello Joachim.